# Maja Benedičič
Maja Benedičič (* 27. Januar 1982 in Kranj) ist eine ehemalige slowenische Skilangläuferin.

## Werdegang
Benedičič, die für den TSK Merkur startete, trat international erstmals bei den Junioren-Skiweltmeisterschaften 2001 in Karpacz in Erscheinung. Dort belegte sie den 59. Platz über 5 km klassisch und den 51. Rang im Sprint. Bei der Winter-Universiade 2001 in Zakopane lief sie auf den 41. Platz über 5 km Freistil auf den 37. Rang über 5 km klassisch und auf den 25. Platz über 15 km Freistil. Im folgenden Jahr kam sie bei den Junioren-Skiweltmeisterschaften in Schonach im Schwarzwald auf den 37. Platz im 15-km-Massenstartrennen, auf den 33. Rang über 5 km Freistil und auf den 32. Platz im Sprint. Ihr Debüt im Weltcup hatte sie im Januar 2003 in Nové Město, wo sie den 47. Platz über 10 km Freistil belegte. Bei der Winter-Universiade 2003 in Tarvisio errang sie den 25. Platz im Sprint. In der Saison 2004/05 holte sie im Skiathlon in Oberstdorf ihren einzigen Sieg im Alpencup und belegte bei den nordischen Skiweltmeisterschaften 2005 in Oberstdorf den 53. Platz im Sprint, den 39. Rang im 30-km-Massenstartrennen sowie jeweils den 31. Platz im Skiathlon und über 10 km Freistil. In der folgenden Saison erreichte sie in Oberstdorf mit dem 33. Platz ihre beste Einzelplatzierung im Weltcup. Beim Saisonhöhepunkt, den Olympischen Winterspielen 2006 in Turin, lief sie auf den 65. Platz über 10 km klassisch und auf den 39. Rang im Skiathlon. Zudem errang sie dort zusammen mit Vesna Fabjan den 14. Platz im Teamsprint. In den folgenden Jahren bis zu ihren Karriereende 2010 startete sie vorwiegend im Alpencup, wobei sie in der Saison 2008/09 sie mit vier Top-Zehn-Platzierungen den sechsten Platz in der Gesamtwertung belegte. Die Tour de Ski 2007/08 beendete sie auf dem 45. Platz. Bei den nordischen Skiweltmeisterschaften 2009 in Liberec errang sie den 41. Platz im 30-km-Massenstartrennen.

## Teilnahmen an Weltmeisterschaften und Olympischen Winterspielen

### Olympische Winterspiele
- 2006 Turin: 14. Platz Teamsprint klassisch, 39. Platz 15 km Skiathlon, 65. Platz 10 km klassisch

### Nordische Skiweltmeisterschaften
- 2005 Oberstdorf: 31. Platz 10 km Freistil, 31. Platz 15 km Skiathlon, 39. Platz 30 km klassisch Massenstart, 53. Platz Sprint klassisch
- 2009 Liberec: 41. Platz 30 km Freistil Massenstart

## Siege bei Continental-Cup-Rennen
| Nr. | Datum           | Ort        | Disziplin       | Serie    |
| --- | --------------- | ---------- | --------------- | -------- |
| 1.  | 21. Januar 2005 | Oberstdorf | 15 km Skiathlon | Alpencup |